# Guasdualito (Venezuela)
Pour les articles homonymes, voir Guasdualito.
Guasdualito est une ville du Venezuela, capitale de la paroisse civile de Guasdualito et chef-lieu de la municipalité de Páez dans l'État d'Apure.

## Étymologie
Selon certains historiens, le nom de Guasdualito proviendrait du nom d'une herbacée ou d'une espèce de bambou nommée par les Indiens guadua ou guafe.

## Histoire
Les débuts de la localité remontent aux années 1750 quand des éleveurs s'installent dans la région. En 1765, une occupation humaine est attestée sans que l'on connaisse le nom du ou des premiers pionniers. À partir de 1771, le site est fondé par Don José Ignacio del Pumar Y Transpuesto, plus connu sous le nom de marquis de las Riveras del Boconò y de Mazparro, vicomte de Pumar.
Selon les archives du presbytère, les habitants commencent à migrer vers les rives du río Sarare dès le 16 juillet 1845. Selon d'autres historiens, ces évènements sont antérieurs et datent de la période 1830-1832, en raison des soubresauts de la Guerre d'indépendance du Venezuela, des épidémies de peste et de paludisme. Les habitants fuient dans les localités voisines de Periquera, Villa de Arauca et de façon éphémère en 1866 à Corozal.

## Lieux d'intérêt
- Maison culturelle Herminia Perez ;
- Église Nuestra Señora del Carmen ;
- Place Bolívar ;
- Centre touristique Manga del Río ;

## Sources
- (es) Cet article est partiellement ou en totalité issu de l’article de Wikipédia en espagnol intitulé « Guasdualito » (voir la liste des auteurs).